# カティフの強姦事件
カティフの強姦事件（かてぃふのごうかんじけん、アラビア語：قضية اغتصاب فتاة القطيف）とは、2006年にサウジアラビア東部のカティフで女性が輪姦された事件で、被害者であるシーア派ムスリムの女性に対して一方的に不公平な判決が出されたことに対して国際非難が集まり、2007年、彼女は恩赦された事件である。
この事件は、被害者女性がABCニュースとMSNBCの取材を受け、事件が外国でも報道された。

## 事件の経過
2006年
18歳の女性が7人のサウジアラビア人の男性に輪姦され、事件の4ヶ月後に裁判所に訴え出た。
2007年11月16日
サウジアラビアのカティフ裁判所は強姦被害者の女性に対し、親族以外の男性と車に同乗したことが姦通罪に当たるとして禁固6ヶ月と鞭打ち200回の有罪判決を言い渡した。姦通罪の法廷刑罰は鞭打ち100回であるが、被害者女性が報道機関を利用して司法を挑発した罪により法廷刑罰の2倍が宣告されている。
被害者女性の弁護をしたアブドゥル・ラハマン・アル＝ラヒム弁護士(ar:عبد الرحمن اللاحم)は、資格を剥奪されそうになった。
2007年11月19日
米国務省の報道官は、事件について直接的な批判をしなかった。
2007年11月25日
サウジの法務省は、レイプ被害者の女性に姦通罪で有罪判決が下された問題について、問題の女性の服装が事件を誘発したと主張する声明を発表した。
2007年11月26日
サウジのサウード外相は、事件についてオカーズ新聞で不当判決であるとの意見を表明した。
2007年11月27日
サウジのサウード外相は、事件についてサウジの司法府は本件を見直べきであるとの意見を表明した。
その一方で、サウード外相は、この問題はサウジ政府と国民に対する攻撃に利用されていると表明した。
2007年12月4日
アメリカのブッシュ大統領は、サウジで強姦被害者の女性が親族以外の男性と車に同乗した罪で有罪判決を受けた問題について裁判所を批判した。
2007年12月17日
サウジのアブドッラー国王は、姦通罪で有罪判決を受けた問題について恩赦を与え無罪放免した。